# ITF Women's Circuit Sanya
L'ITF Women's Circuit Sanya è stato un torneo professionistico di tennis giocato su campi in cemento. Faceva parte dell'ITF Women's Circuit. Si giocava annualmente a Sanya in Cina. Le prime due edizioni avevano un montepremi di $25.000, la terza e ultima di $50.000.

## Albo d'oro

### Singolare
| Anno | Campionessa       | Finalista     | Punteggio        |
| ---- | ----------------- | ------------- | ---------------- |
| 2011 | Zhang Ling        | Iryna Brémond | 3–6, 7–6(4), 6–2 |
| 2012 | Qiang Wang        | Han Xinyun    | 6–2, 6–4         |
| 2013 | Karolína Plíšková | Zheng Saisai  | 6–3, 6–4         |

### Doppio
| Anno | Campionesse                | Finaliste                  | Punteggio           |
| ---- | -------------------------- | -------------------------- | ------------------- |
| 2011 | Iryna Brémond Ani Mijacika | Rika Fujiwara Hsu Wen-hsin | 3-–6, 7–5, [12–10]  |
| 2012 | Erika Sema Zheng Saisai    | Liang Chen Zhou Yimiao     | 6–2, 6–2            |
| 2013 | Sun Ziyue Xu Shilin        | Yang Zhaoxuan Zhao Yijing  | 6(5)–7, 6–3, [10–3] |